# Coppa del mondo di ciclismo su strada 1993
La Coppa del mondo di ciclismo su strada 1993 fu la quinta edizione della competizione internazionale della Unione Ciclistica Internazionale. Composta da undici eventi, si tenne tra il 20 marzo ed il 16 ottobre 1993. Venne vinta dall'italiano della Lampre-Polti Maurizio Fondriest.
A differenza dell'edizione 1992, non venne più disputato il Grand Prix Téléglobe, unica gara corsa fuori dall'Europa

## Calendario
| Data       | Evento                         | Vincitore               | Squadra          | Leader della Cl. mondiale |
| ---------- | ------------------------------ | ----------------------- | ---------------- | ------------------------- |
| 20 marzo   | Milano-Sanremo (1993)          | Maurizio Fondriest      | Lampre-Polti     |                           |
| 4 aprile   | Giro delle Fiandre (1993)      | Johan Museeuw           | GB-MG Maglificio |                           |
| 11 aprile  | Parigi-Roubaix (1993)          | Gilbert Duclos-Lassalle | Gan              |                           |
| 18 aprile  | Liegi-Bastogne-Liegi (1993)    | Rolf Sørensen           | Carrera          |                           |
| 28 aprile  | Amstel Gold Race (1993)        | Rolf Järmann            | Ariostea         |                           |
| 7 agosto   | Clásica San Sebastián (1993)   | Claudio Chiappucci      | Carrera          |                           |
| 15 agosto  | Wincanton Classic (1993)       | Alberto Volpi           | Mecair-Ballan    |                           |
| 22 agosto  | Gran Premio di Svizzera (1993) | Maurizio Fondriest      | Lampre-Polti     |                           |
| 3 ottobre  | Parigi-Tours (1993)            | Johan Museeuw           | GB-MG Maglificio |                           |
| 9 ottobre  | Giro di Lombardia (1993)       | Pascal Richard          | Ariostea         |                           |
| 16 ottobre | Grand Prix des Nations (1993)  | Armand de Las Cuevas    | Banesto          |                           |

## Classifiche
| Pos. | Corridore           | Squadra       | Punti |
| ---- | ------------------- | ------------- | ----- |
| 1    | Maurizio Fondriest  | Lampre-Polti  | 287   |
| 2    | Johan Museeuw       | GB-MG Magl.   | 172   |
| 3    | Maximilian Sciandri | Motorola      | 114   |
| 4    | Alberto Volpi       | Mecair-Ballan | 100   |
| 5    | Claudio Chiappucci  | Carrera       | 100   |
| 6    | Giorgio Furlan      | Ariostea      | 75    |
| 7    | Franco Ballerini    | GB-MG Magl.   | 73    |
| 8    | Rolf Sørensen       | Carrera       | 68    |
| 9    | Adri van der Poel   | Mercatone Uno | 52    |
| 10   | Jens Heppner        | Telekom       | 51    |

| Pos. | Squadra          | Punti |
| ---- | ---------------- | ----- |
| 1    | GB-MG Maglificio | 75    |
| 2    | Novemail-Histor  | 66    |
| 3    | TVM-Bison Kit    | 45    |
| 4    | Motorola         | 39    |
| 5    | Lampre-Polti     | 32    |